# Sun SPOT
Sun SPOT, do inglês Sun Small Programmable Object Technology, é um elemento de rede de sensores sem fio (RSSF), desenvolvido pela Sun Microsystems. Ele é do tipo mote; ou seja: um dispositivo de comunicação eletrônico projetado para ser do tamanho de uma partícula de poeira. O dispostivo como rádio o padrão 802.15.4 do IEEE, sobre a qual em geral se implementa o ZigBee. Diferente de outros sistemas de mote disponíveis, o Sun SPOT se baseia na máquina virtual Java JME, ou Java Micro Edition, ainda conhecida por J2ME.

## Hardware
O dispositivo completo, inteiramente montado, cabe em uma palma de mão normal.

### Processamento
- Núcleo ARM modelo 920T de 32 bits, a 180 MHz, com 512 K de RAM e 4 M de memória flash;
- interface de rádio IEEE 802.15.4 (sobre a qual usualmente se implementa o ZigBee), a 2.4 GHz, com antena integrada;
- interface USB.

### Placa de Sensor
- medidor de aceleração (ou accelerometer) de 3 eixos, 2G/6G;
- sensor de temperatura;
- sensor de luz;
- 8 LEDs tri-colores;
- 6 entradas analógicas;
- 2 sensores de movimento (ou momentary switches);
- 5 pinos para I/O de propósito geral, e 4 pinos de saída de alta corrente.

### Bateria
- bateria recarregável de lítio-ion de 3.6 V e 750 mAh;
- modo de inatividade (ou sleep) profundo a 48 uA;
- gerenciamento automático de bateria provido pelo software.

## Rede
Os motes Sun SPOT se comunicam por rádio usando o padrão IEEE 802.15.4, incluindo a abordagem de estação base para a rede de sensores. Sobre esse padrão vários protocolos, inclusive o ZigBee, podem ser construídos.

### Segurança
Segundo os Sun Labs já estão disponíveis implementações altamente otimizadas dos algoritmos RSA e ECC (Criptografia de Curvas Elípticas), que podem ser usados nestes pequenos dispositivos embarcados (ou embutidos).

## Software
O uso que o dispositivo faz de controladores de dispostivo (ou device drivers) em Java é impressionante, pois Java é conhecido por sua característica de independência de dispositivo. O Sun SPOT usa uma pequena máquina virtual do tipo JME chamada Squawk, que roda diretamente no processador, sem usar um sistema operacional.

## Ferramentas de desenvolvimento
As IDEs padrão para Java (como por exemplo, o NetBeans), podem ser usadas para criar aplicativos para o Sun SPOT.
O gerenciamento e a implantação (ou deployment) dos aplicativos é feito pelo SPOTWorld.

## Disponibilidade
O primeiro lote de kit de desenvolvimento, ainda em produção limitada, para Sun SPOT foi distribuído em 2 de abril de 2007, (apesar deste projecto ter sido iniciado em 2003), depois de meses de atraso de manufatura. Este kit introdutório inclui:
- duas placas demo de sensores Sun SPOT;
- uma estação base Sun SPOT,
- as ferramentas de desenvolvimento de softeware, e
- um cabo USB.

O software é compatível com Windows XP, Mac OS X 10.4 e com as distribuições mais comuns do Linux. Até o momento da escrita deste artigo não se sabia da disponibilidade de qualquer pilha compatível com ZigBee, ou mesmo de algum demo útil nesse sentido.